# 弗瑞德·克拉克
弗瑞德·克里佛德·克拉克（英語：Fred Clifford Clarke，1872年10月3日—1960年8月14日），為美國職棒大聯盟的外野手。生涯曾效力過上校和海盜兩隊。
海盜隊隊史僅拿過9次國聯冠軍，而克拉克便參與了其中4次。1909年，他和何那斯·華格納帶領球隊在世界大賽擊敗由泰·柯布領軍的老虎隊。他生涯有11個球季的單季打擊率突破3成，1895年更是達成連續35場比賽敲安的紀錄。

## 職業生涯
克拉克生於愛荷華州溫特塞特，小時候曾在洋基總管Ed Barrow的受雇下於愛荷華州擔任送報工。1892年，一支小聯盟球隊哈斯汀斯巨人找上了一名半職業棒球選手Byron McKibbon。不過McKibbon拒絕了球隊的延攬，並將這機會讓給了克拉克。而克拉克的表現也讓巨人隊印象深刻，最後讓球隊成功跟他簽約。

### 路易斯維爾上校
1894年，克拉克加入上校隊。他在初登板便繳出5打席5安打的表現，至今仍是大聯盟紀錄。隔年他的打擊率高達3成47，並敲出197支安打。1897年，年僅24歲的克拉克接下總教練一職。克拉克生涯單季最高打擊率為3成90，不過那年他輸給威利·基勒無緣拿下打擊王。儘管隊上有不少名人堂等級的球員，上校隊的戰績卻毫無起色。1899年，上校隊解散。而球隊老闆也成為海盜隊的老闆，並將大部分球員延攬至海盜隊。

### 匹茲堡海盜
1900年，克拉克加入海盜隊，並成為球隊的球員兼總教練。1903年，他的長打率、OPS和二壘安打數都是聯盟最高。這年海盜隊打進第一屆的世界大賽，他在系列賽的打擊率為2成65，不過最終球隊仍以3勝5敗坐收。
1909年世界大賽，克拉克的打擊率僅2成11，不過全隊在系列賽的全壘打都是由他敲出。他在第七戰甚至獲得四次保送，寫下世界大賽新紀錄。
1911年，已經38歲的克拉克逐漸成為替補球員。他在1911年後僅出賽12場比賽，多半時間都擔任總教練。
1915年，克拉克宣布退休。總計他的打擊率為3成12，並敲出多達220支三壘安打。

## 退休之後
退休後，克拉克靠著石油產業賺了一些錢。1924年，他成為海盜隊的副總理，隔年球隊順利奪冠。
1926年球季，有一些球員認為克拉克仍覬覦著總教練的位置。效力球隊17年的老將麥克斯·卡瑞和另一名老將貝比·亞當斯都要求總教練不應讓克拉克任意干涉球隊運作。儘管總教練心裡很支持這些球員，不過在現實面他還是必須守住他的飯碗。最後克拉克知悉此事後將卡瑞和亞當斯釋出，球隊拿下聯盟第三，總教練還是遭到撤換。
1945年，克拉克入選名人堂。他在晚年遭遇許多危險，1947年，他在釣魚時遇到暴風雨差點喪命，之後他在打獵時又被獵人誤認為目標狙擊，不過最後他都活了下來。1960年，高齡87歲的克拉克去世。

### 名人堂票選
| 年度   | 得票數           | 得票數   | 百分比   |
| ------ | ---------------- | -------- | -------- |
| 1936年 | BBWAA            | 1        | 0.4%     |
| 1936年 | 名人堂資深委員會 | 9        |          |
| 1937年 | 22               | 22       | 10.9%    |
| 1938年 | 63               | 63       | 24.0%    |
| 1939年 | 59               | 59       | 21.5%    |
| 1942年 | 58               | 58       | 24.9%    |
| 1945年 | BBWAA            | 53       | 21.5%    |
| 1945年 | 資深選手委員會   | 全票通過 | 全票通過 |

## 執教成績
| 球隊           | 開始年 | 結束年 | 例行賽戰績 | 例行賽戰績 | 例行賽戰績 | 例行賽戰績 | 季後賽戰績 | 季後賽戰績 | 季後賽戰績 | 季後賽戰績 |
| 球隊           | 開始年 | 結束年 | 場次       | 勝         | 敗         | 勝率       | 場次       | 勝         | 敗         | 勝率       |
| -------------- | ------ | ------ | ---------- | ---------- | ---------- | ---------- | ---------- | ---------- | ---------- | ---------- |
| 路易斯維爾上校 | 1897   | 1899   | 392        | 180        | 212        | .459       | —          | —          | —          | —          |
| 匹茲堡海盜     | 1900   | 1915   | 2391       | 1422       | 969        | .595       | 15         | 7          | 8          | .467       |
| 總計           | 總計   | 總計   | 2783       | 1602       | 1181       | .576       | 15         | 7          | 8          | .467       |
| 來源:          |        |        |            |            |            |            |            |            |            |            |

## 外部連結
- 弗瑞德·克拉克在美國職棒官網（英语）
- 弗瑞德·克拉克在Baseball-Reference.com（大聯盟）（英语）
- 弗瑞德·克拉克在Baseball-Reference.com（小聯盟以及海外聯盟）（英语）
- 弗瑞德·克拉克在ESPN（MLB）（英语）
- 弗瑞德·克拉克在FanGraphs.com（英语）
- 弗瑞德·克拉克在Retrosheet（英语）
- 弗瑞德·克拉克在The Baseball Cube（英语）
- 弗瑞德·克拉克在Baseball Hall of Fame（英语）
- 弗瑞德·克拉克在Kansas Sports Hall of Fame (archived)（英语）
- 弗瑞德·克拉克在Iowa Sports Hall of Fame（英语）
- 弗瑞德·克拉克在台灣棒球維基館上的頁面（繁體中文）